# Андрей Рубльов (филм)
„Андрей Рубльов“ (на руски: Андрей Рублёв) е съветска историческа драма от 1966 година, режисирана от Андрей Тарковски.

## За филма
Първоначалното заглавие е Страсти по Андрей. Филмът разказва за Андрей Рубльов – руски иконописец от края на 14-и и началото на 15 век. Както и за историята на това време, княжеските междуособици, татарското нашествие. Също за изкуството и за хората на изкуството. За вярата и безверието.
Филмът се състои от отделни новели. Всяка разказва за отделен период от живота на художника, или за събитията, станали през този период. Винаги е трудно да се каже за какво точно разказват филмите на Тарковски. Даже в последната новела – „Камбана“ – Рубльов не е главен герой.
Филмът е цветен чак накрая, когато се вижда какво точно е изрисувал Андрей Рубльов. Тази красота като че ли никак не следва от мрачните и понякога натуралистично жестоки изображения преди това. Или следва – в цялата тази бъркотия Рубльов, като че ли не на място, все умува за вярата и духовността, за греха и праведността. Нещата се оказват на местата си, способността за творчество е вътрешна и не всеки я има. Ако имаш тази способност, не може да бъдеш спрян да твориш.

## Актьори и персонажи
- Анатолий Солоницин – Андрей Рубльов, прочут руски иконописец
- Иван Лапиков – Кирил, монах иконописец, оценява таланта на Рубльов, но му завижда за него
- Николай Гринко – Данил Чорни – известен руски иконописец
- Николай Сергеев – Теофан Грек – голям руски иконописец от гръцки произход
- Ирма Рауш – юродивата
- Николай Бурляев – Бориска, младият майстор леяр
- Юри Назарьов – великият княз, малкият княз
- Юрий Никулин – монахът Патрикей

## Екип
- Сценарий – Андрей Кончаловски, Андрей Тарковски
- Режисьор – Андрей Тарковски
- Оператор – Вадим Юсов
- Композитор – Вячеслав Овчинников
- Звукорежисьор – Инна Зеленцова
- Художник – Евгений Черняев, Ипполит Новодережкин, Сергей Воронков
- Монтаж – Л. Фейгинова, Татяна Егоръйчева, О. Шевкуненко
- Продуцент – Тамара Огородникова

## Награди
- 1969 – Награда ФИПРЕСИ от Международния филмов фестивал в Кан (филмът участва в извънконкурсната програма)
- 1971 – Награда за „Най-добър чуждестранетн филм“ от Френската асоциация на филмовите критици
- 1971 – Награда „Кристална звезда“ за актрисата Ирма Рауш от Френската киноакадемия
- 1973 – Почетен диплом от Международния кинофестивал в Белград
- 1973 – Голямата награда на Международния кинофестивал за биографични филми, филми за изкуство и художници в Азоло